# Wilhelm Pohlmann

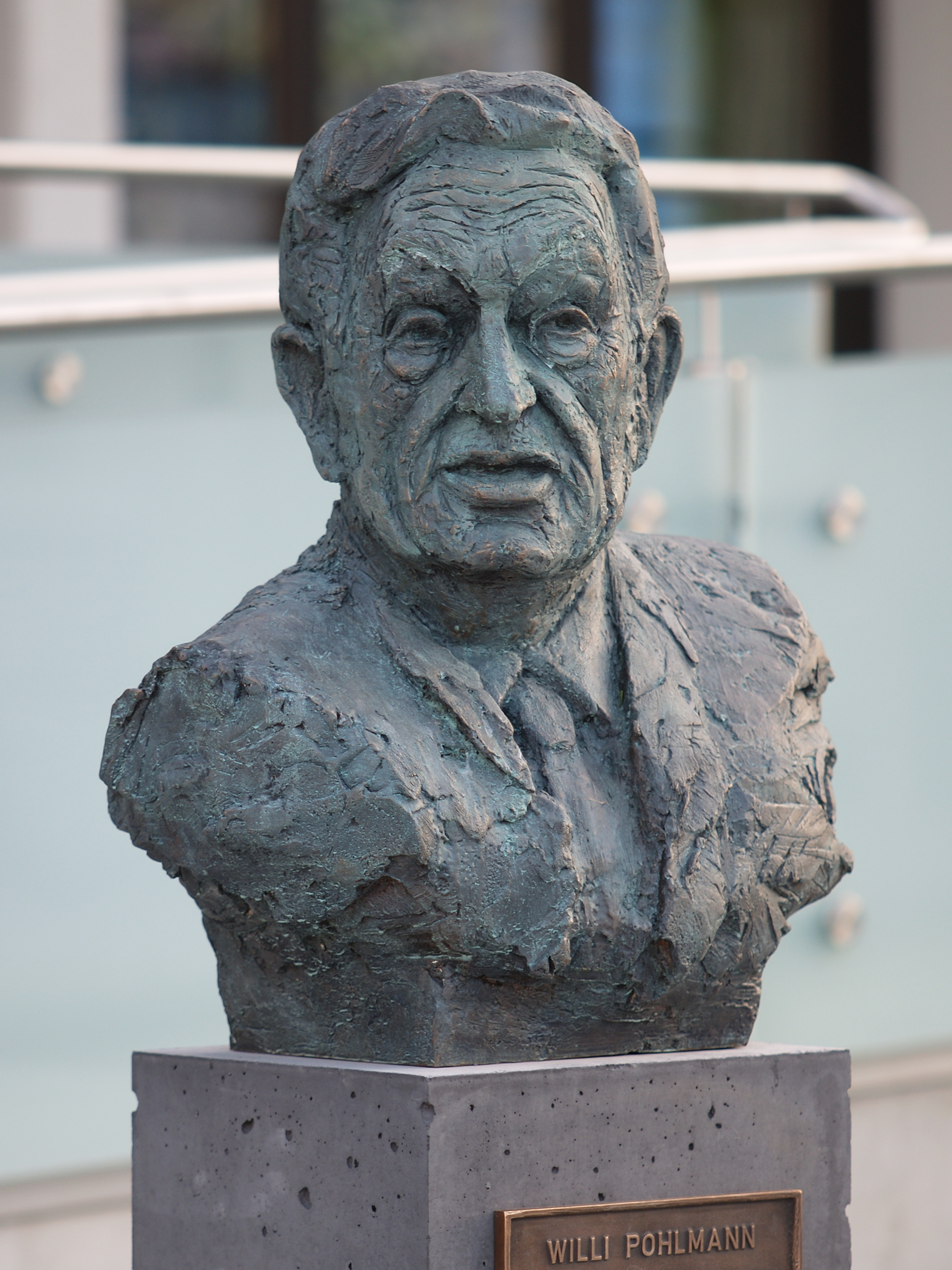
Büste von Willi Pohlmann neben dem Kulturzentrum

Wilhelm „Willi“ Pohlmann (* 8. März 1928 in Herne; † 18. März 2000 ebenda) war ein deutscher Politiker (SPD).

## Leben und Beruf
Nach dem Besuch der Volksschule und einer Höheren privaten Lehranstalt absolvierte Pohlmann eine kaufmännische Ausbildung, machte anschließend eine Umschulung zum Stahlbauschlosser und war in den Jahren 1949 bis 1953 als Bergarbeiter im Bergbau tätig. Im Jahr 1946 schloss er sich der IG Metall an und seit 1953 war er Mitglied der ÖTV. Er trat im Jahr 1953 in den Dienst der (Berufs-)Feuerwehr Herne ein, bestand 1968 die Prüfung für den gehobenen feuerwehrtechnischen Dienst, wurde Brandamtmeister und war 1974/75 Leiter der Berufsfeuerwehr Herne. In Herne lebte er auch. Er war verheiratet und hatte zwei Kinder. Im März 2000 starb er an den Folgen einer Lungenembolie. Er ist auf dem Südfriedhof in Herne beigesetzt.

## Partei
Pohlmann trat im Jahr 1946 der SPD bei. Er war in den Jahren 1955 bis 1963 Vorsitzender der Jusos in Herne, von 1971 bis 1974 Vorsitzender des SPD-Kreisverbands und seit 1974 Vorsitzender des SPD-Unterbezirks Herne.

## Abgeordneter
Pohlmann gehörte von 1970 bis 1990 dem Nordrhein-Westfälischen Landtag an und war dort seit 1975 innenpolitischer Sprecher der SPD-Fraktion. Von 1984 bis 1994 war er Ratsmitglied der Stadt Herne.

## Öffentliche Ämter
Willi Pohlmann amtierte von Oktober 1984 bis Oktober 1994 als Oberbürgermeister der Stadt Herne. Während seiner Amtszeit wurden die Städtepartnerschaften zu Konin, Belgorod und zur Lutherstadt Eisleben begründet.

## Ehrungen
- 1982 Bundesverdienstkreuz am Bande
- 1989 Bundesverdienstkreuz 1. Klasse
- 1993 Verdienstorden des Landes Nordrhein-Westfalen[1]

## Würdigungen
- Willi-Pohlmann-Platz in Herne
- Willi-Pohlmann-Zentrum in Herne-Constantin
- Willi-Pohlmann-AWO-Seniorenzentrum[2]